# Nicholas Bonfanti
Nicholas Bonfanti (Seriate, 28 marzo 2002) è un calciatore italiano, attaccante del Pisa.

## Carriera

### Club
Cresciuto nel vivaio dell'Inter che lo ha prelevato nel 2017 dalla Virtus Bergamo. Il 14 luglio 2021 è stato ceduto a titolo definitivo al Modena, con cui ha debuttato nel calcio professionistico il 12 settembre nell'incontro di Serie C pareggiato 0-0 contro il Teramo. Ha segnato il suo primo gol tre giorni più tardi in Coppa Italia Serie C contro l'Imolese.
Al termine della stagione ha ottenuto la promozione in Serie B ed è risultato decisivo nella vittoria in Supercoppa Serie C con 4 reti segnate nei due incontri contro Bari e Südtirol. Ha esordito nella serie cadetta il 14 agosto 2022 contro il Frosinone.
Il 12 gennaio 2024 è stato acquistato a titolo definitivo dal Pisa nell'ambito di uno scambio con Ettore Gliozzi.
Il 22 gennaio 2025 passa in prestito oneroso al Bari, in Serie B. Debutta in maglia biancorossa tre giorni dopo, nella partita pareggiata per 1-1 contro il Cesena mentre nella partita successiva, segna il suo primo gol con il Bari nella vittoria casalinga per 2-1 contro il Frosinone.

### Nazionale
Ha giocato nelle nazionali giovanili italiane Under-17, Under-18 ed Under-20.

## Statistiche

### Presenze e reti nei club
Statistiche aggiornate al 13 maggio 2025.
| Stagione        | Squadra         | Campionato      | Campionato | Campionato | Coppe nazionali | Coppe nazionali | Coppe nazionali | Coppe continentali | Coppe continentali | Coppe continentali | Altre coppe | Altre coppe | Altre coppe | Totale | Totale | Totale |
| Stagione        | Squadra         | Comp            | Pres       | Reti       | Comp            | Pres            | Reti            | Comp               | Pres               | Reti               | Comp        | Pres        | Reti        | Pres   | Reti   |        |
| --------------- | --------------- | --------------- | ---------- | ---------- | --------------- | --------------- | --------------- | ------------------ | ------------------ | ------------------ | ----------- | ----------- | ----------- | ------ | ------ | ------ |
| 2021-2022       | Modena          | C               | 13         | 5          | CI-C            | 0+1             | 0+1             |                    | -                  | -                  | SC-C        | 2           | 4           | 16     | 10     |        |
| 2022-2023       | Modena          | B               | 30         | 7          | CI              | 1               | 0               |                    | -                  | -                  |             | -           | -           | 31     | 7      |        |
| 2023-gen. 2024  | Modena          | B               | 10         | 1          | CI              | 0               | 0               |                    | -                  | -                  |             | -           | -           | 10     | 1      |        |
| Totale Modena   | Totale Modena   | Totale Modena   | 53         | 13         |                 | 2               | 1               |                    | -                  | -                  |             | 2           | 4           | 57     | 18     |        |
| gen.-giu. 2024  | Pisa            | B               | 16         | 5          | CI              | 0               | 0               |                    | -                  | -                  |             | -           | -           | 16     | 5      |        |
| 2024-gen. 2025  | Pisa            | B               | 14         | 4          | CI              | 2               | 1               |                    | -                  | -                  |             | -           | -           | 16     | 5      |        |
| Totale Pisa     | Totale Pisa     | Totale Pisa     | 30         | 9          |                 | 2               | 1               |                    | -                  | -                  |             | -           | -           | 32     | 10     |        |
| gen.-giu. 2025  | Bari            | B               | 16         | 2          | CI              | -               | -               |                    | -                  | -                  |             | -           | -           | 16     | 2      |        |
| Totale carriera | Totale carriera | Totale carriera | 99         | 24         |                 | 4               | 2               |                    | -                  | -                  |             | 2           | 4           | 105    | 30     |        |

## Palmares

### Club

#### Competizioni nazionali
- Serie C: 1

Modena: 2021-2022
- Supercoppa di Serie C: 1

Modena: 2022

### Individuale
- Capocannoniere della Supercoppa Serie C: 1

2022 (4 gol)